# Ligré
Ligré är en kommun i departementet Indre-et-Loire i regionen Centre-Val de Loire i de centrala delarna av Frankrike. Kommunen ligger i kantonen Richelieu som tillhör arrondissementet Chinon. År 2022 hade Ligré 1 070 invånare.

## Befolkningsutveckling
Antalet invånare i kommunen Ligré
Referens:INSEE